# Ingegneria dei materiali
L'ingegneria dei materiali è un settore dell'ingegneria che si occupa di studiare e caratterizzare le proprietà dei materiali in modo da ottimizzarne l'impiego in vari campi tecnologici, migliorarne le prestazioni e studiare materiali innovativi da impiegarsi in luogo di altri materiali meno appropriati o dalle prestazioni non più soddisfacenti per una determinata applicazione.

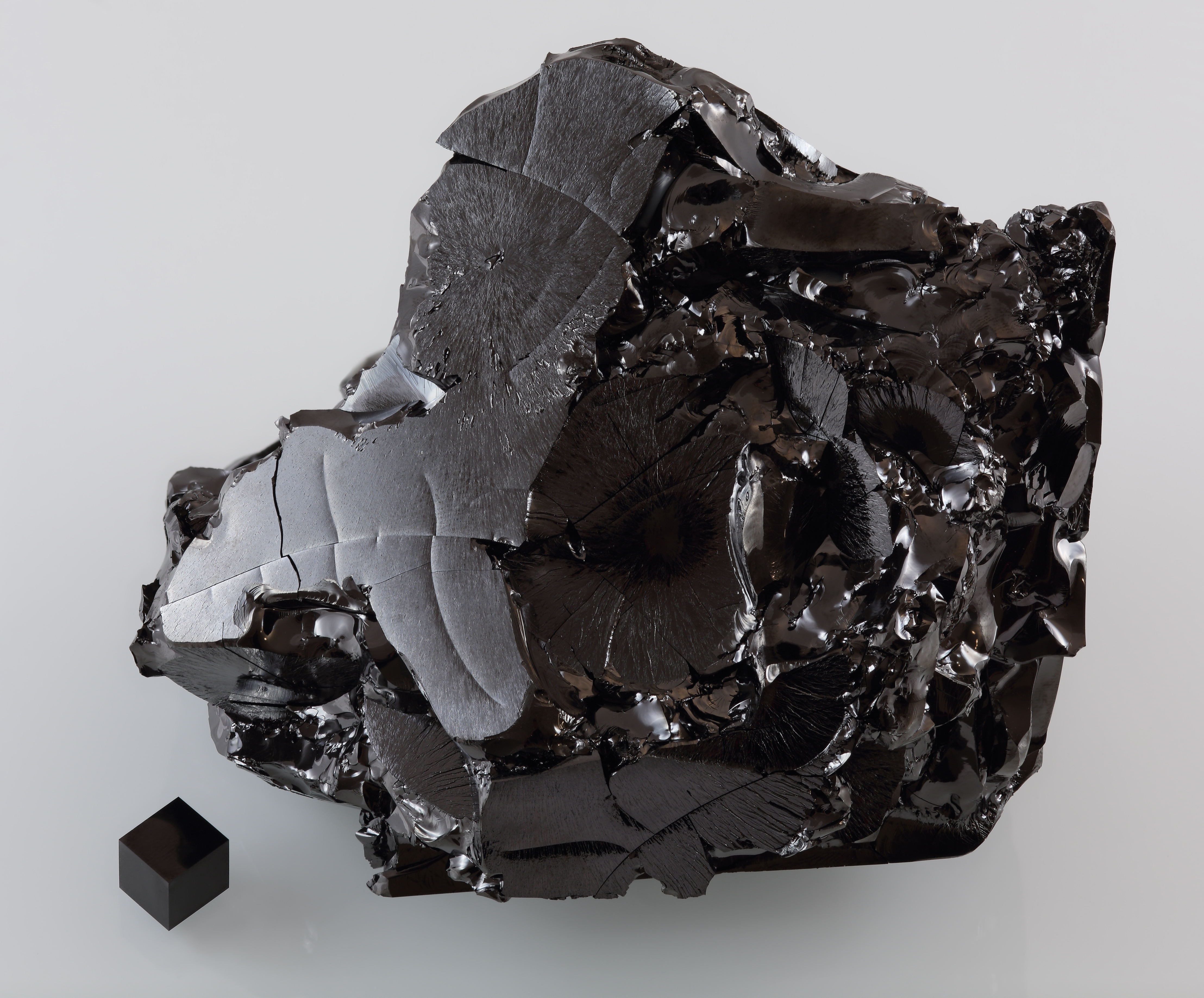
Carbone vitreo

I fondamenti si trovano nella chimica inorganica ed organica, nella scienza dei materiali, nella metallurgia, nella tecnologia dei materiali polimerici, metallici, ceramici, compositi e dell'elettronica, dei materiali per uso biomedico e dei materiali aerospaziali, nella chimica fisica, nella scienza della corrosione e nelle tecnologie di protezione dalla corrosione.

## Prospettiva storica

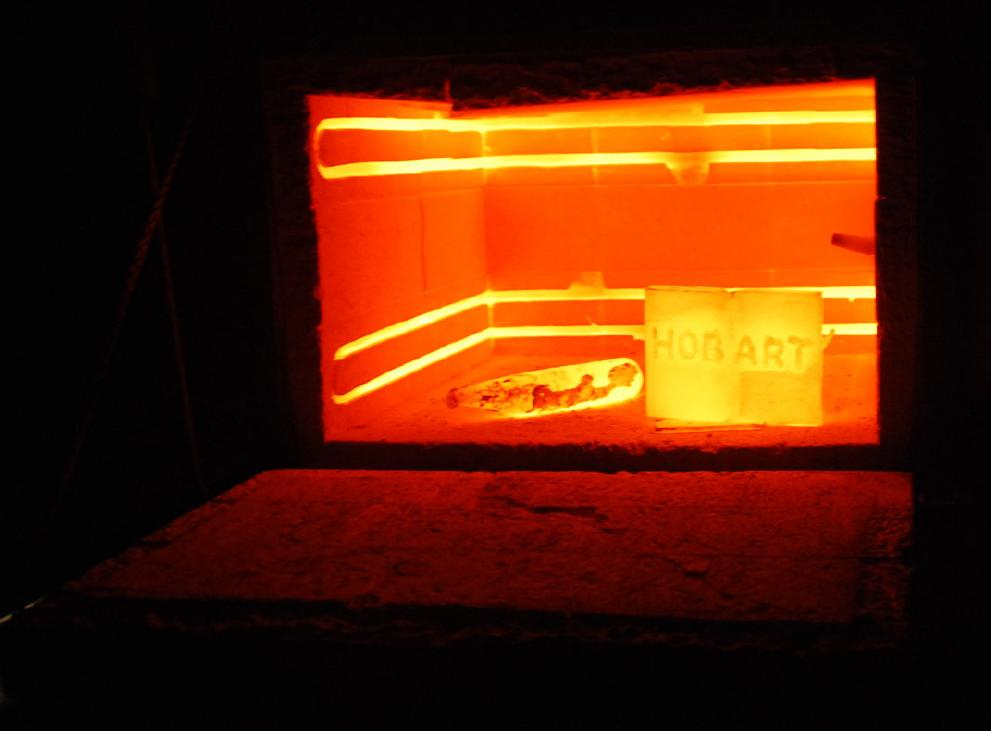
Forno per trattamento termico

Nella nostra cultura i materiali sono più radicati di quanto ci si renda conto. I trasporti, le case, l'abbigliamento, l'industria alimentare, praticamente ogni aspetto della vita di tutti i giorni è influenzato dai materiali.
Da un punto di vista storico, lo sviluppo e l'evoluzione della società sono stati intimamente legati all'abilità degli uomini a produrre e lavorare materiali per supplire alle loro necessità. In effetti, le antiche civiltà sono state denominate in base al livello di sviluppo dei materiali (età della pietra, del bronzo e del ferro). Nell'antichità più remota, gli uomini avevano accesso solo ad un numero molto limitato di materiali, quelli presenti in natura come legno, argilla e così via. Con il tempo scoprirono proprietà dei materiali che potevano essere modificate da trattamenti termici e per aggiunta di altre sostanze.
Solamente negli ultimi 100 anni si sono sviluppate conoscenze che hanno dato la possibilità di modellare in misura notevole le caratteristiche dei materiali. Lo sviluppo di tecnologie che rendono la nostra esistenza così confortevole è strettamente collegato alla disponibilità di materiali appropriati. Un miglioramento delle conoscenze di un tipo di materiale, infatti, spesso prelude al progresso di una tecnologia. Per esempio, non sarebbe stata possibile l'automobile senza la disponibilità di acciaio a basso costo o di altri materiali comparabili. Nella nostra era, i sofisticati dispositivi elettronici si basano su componenti costituiti dai cosiddetti materiali semiconduttori.

## Scienza e ingegneria dei materiali
Talvolta è utile suddividere la disciplina che riguarda la scienza e l'ingegneria dei materiali nelle sottodiscipline 'scienza dei materiali' ed 'ingegneria dei materiali'. Con la prima si intende la disciplina che studia le relazioni fra strutture e proprietà dei materiali. Invece per ingegneria dei materiali si intende la progettazione o l'ingegnerizzazione della struttura di un materiale, sulla base delle suddette correlazioni struttura-proprietà, per produrre un determinato insieme di proprietà. Da un punto di vista funzionale, il ruolo di uno scienziato dei materiali è quello di sviluppare o produrre per sintesi nuovi materiali, mentre ad un ingegnere dei materiali si richiede di creare nuovi prodotti o nuovi sistemi usando materiali già esistenti e/o sviluppare tecniche per la lavorazione dei materiali. La maggior parte dei laureati nel campo dei materiali vengono formati per diventare sia scienziati che ingegneri dei materiali.

## Esigenza di nuovi materiali

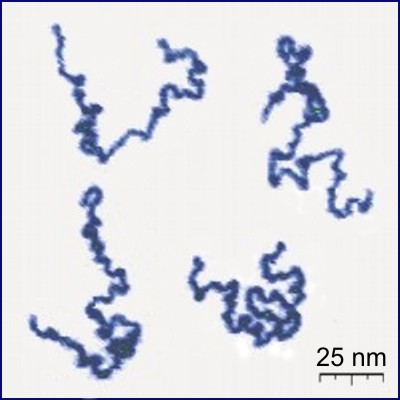
Singole catene polmeriche

Nonostante gli enormi progressi di questi ultimi anni nel campo della scienza e dell'ingegneria dei materiali, restano ancora numerose sfide, tra cui, da un lato lo sviluppo di materiali sempre più sofisticati, e dall'altro la valutazione dell'impatto ambientale della produzione di questi ultimi. A questo proposito, l'energia nucleare mantiene qualche promessa, ma restano ancora da risolvere numerosi problemi la cui risoluzione richiederà necessariamente materiali adeguati per quello che riguarda i combustibili, le strutture di contenimento e la collocazione delle scorie radioattive.
Il trasporto richiede energia. Riducendo il peso dei veicoli e aumentando la temperatura di funzionamento dei motori si potrà migliorare l'efficienza dei combustibili. Rimangono da sviluppare a tale scopo nuovi materiali strutturali a bassa densità ed elevata resistenza. Inoltre vi è il riconosciuto bisogno di trovare fonti di energia nuove e poco costose. I materiali ricopriranno senza dubbio un ruolo significativo in questi sviluppi. Per esempio, è stato dimostrato che è fattibile la conversione diretta dell'energia solare in energia elettrica, ma le celle solari sono costituite da materiali abbastanza complessi e costosi.
Per assicurare a questa tecnologia lo sviluppo desiderato, è necessario progettare materiali ancora meno costosi e sempre più efficienti nella conversione. Molti polimeri sono derivati di risorse non rinnovabili, cioè non in grado di essere rigenerate. Queste stanno gradualmente esaurendosi, per cui è necessario scoprire altri giacimenti, sviluppare nuovi materiali con proprietà comparabili associate ad un minore impatto ambientale e/o aumentare il riciclo sviluppando nuove tecniche di riciclaggio. Questi aspetti insieme a quello economico, accrescono l'importanza del ciclo di vita "nascita-morte" (ovvero cradle-to-grave, dalla culla alla tomba) dei materiali nell'intero processo di fabbricazione.

## Sbocchi professionali

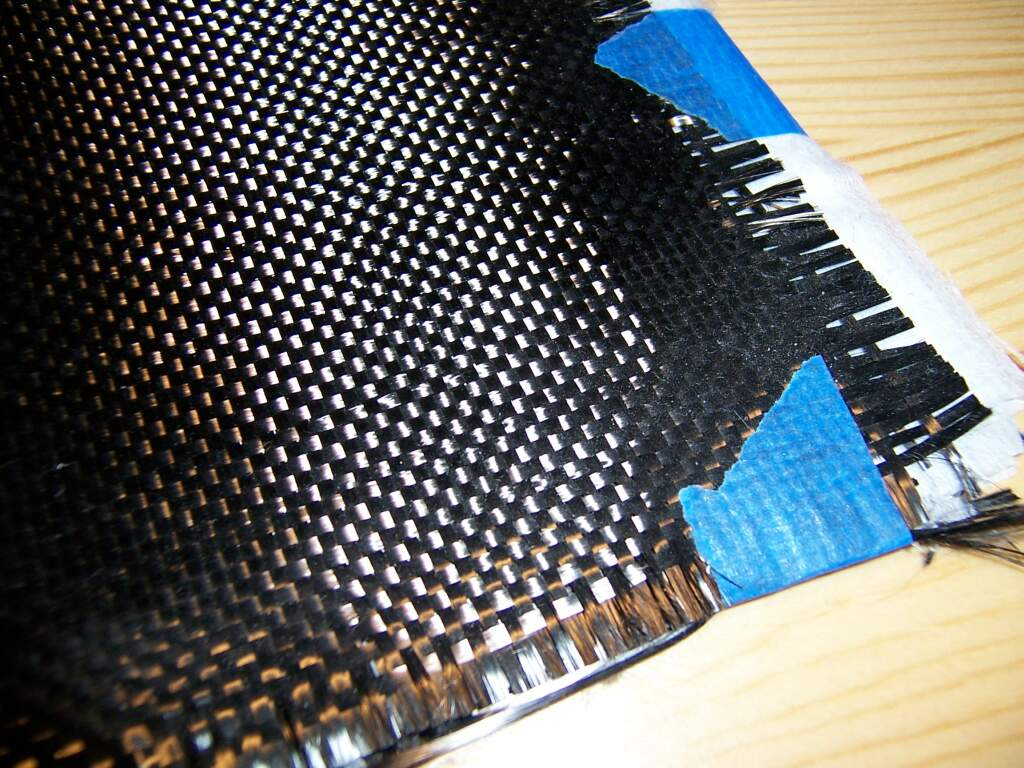
Materiale composito

Gli ingegneri dei materiali si occupano di sostanze di ogni tipo: polimeri naturali e sintetici, plastiche, metalli, ceramiche, resine e sostanze minerali. Trovano lavoro principalmente in aziende del settore industriale e manifatturiero (meccanica, energia, trasporti, costruzioni ecc.), ma anche nel settore chimico-farmaceutico e biomedico, per società di ingegneria, università e centri di Ricerca & Sviluppo pubblici e privati.
Il luogo di lavoro può variare dal laboratorio di prove, dove si analizzano e collaudano i materiali, agli uffici, dove si studiano i dati, agli impianti di produzione.
Gli sbocchi professionali tipici del laureato in Ingegneria dei Materiali sono le industrie per la produzione dei materiali, per la loro trasformazione e per la progettazione con i materiali; il settore del trattamento delle superfici; l’industria dei materiali polimerici; le industrie operanti con i materiali nei settori della meccanica, dell’energia, dei trasporti, delle costruzioni e dell'elettronica. I laureati in Ingegneria dei Materiali e delle Nanotecnologie, previo superamento dell'Esame di Stato, possono iscriversi all'Albo dell'Ordine degli Ingegneri, con il titolo di Ingegnere Iunior.
Le possibilità di inserimento professionale del laureato magistrale in Ingegneria dei Materiali sono nella progettazione, realizzazione e sviluppo di prodotti o processi complessi e/o innovativi in aziende che producono o utilizzano materiali, nonché in enti o laboratori di ricerca operanti nel campo dei nuovi materiali.
La forte interdisciplinarità di questo tipo di laurea ha permesso fino ad oggi ai neolaureati magistrali in Ingegneria dei Materiali di trovare occupazione in aziende operanti in diversi settori industriali:
- produzione di polimeri, vetri, ceramiche e metalli;
- trasformazione dei materiali metallici, ceramici, polimerici e compositi;
- costruzioni aeronautiche e navali;
- produzione di veicoli per usi civili, industriali e militari;
- fabbricazione di materiali per l’edilizia;
- fabbricazione di dispositivi biomedicali;
- fabbricazione di componentistica industriale;
- fabbricazione di beni strumentali;
- industria tessile e calzaturiera;
- produzione dell’energia.

## Ingegneria dei materiali in Italia
Nonostante l'ingegneria dei materiali sia un settore relativamente giovane, è in rapida espansione ed in Italia diversi atenei offrono corsi di laurea in Ingegneria dei Materiali o Scienza e Tecnologia dei Materiali, sia in lingua italiana che inglese:
1. Politecnico di Milano - Corso di Laurea triennale in Ingegneria dei Materiali e delle Nanotecnologie[3]
2. Politecnico di Milano - Corso di Laurea magistrale in Materials Engineering and Nanotechnology[4]
3. Politecnico di Torino - Corso di Laurea triennale in Ingegneria dei Materiali[5]
4. Politecnico di Torino - Corso di Laurea magistrale in Materials Engineering for Industry 4.0[6]
5. Università degli Studi di Brescia - Corso di Laurea triennale in Ingegneria Meccanica - Curriculum: Materiali.
6. Università degli Studi di Brescia - Corso di Laurea magistrale in Ingegneria per l'Innovazione dei Materiali e del Prodotto.
7. Università degli Studi di Bari Aldo Moro - Corso di Laurea triennale in Scienza e Tecnologia dei Materiali[7]
8. Università degli Studi di Bari Aldo Moro - Corso di Laurea magistrale in Scienza e Tecnologia dei Materiali[8]
9. Università degli Studi di Genova - Corso di Laurea magistrale in Scienza e Tecnologia dei Materiali[9]
10. Università degli Studi di Napoli Federico II - Corso di Laurea triennale in Scienza e Ingegneria dei Materiali[10]
11. Università degli Studi di Napoli Federico II - Corso di Laurea magistrale in Ingegneria dei Materiali[11]
12. Università degli Studi di Padova - Corso di Laurea triennale in Ingegneria Chimica e dei Materiali[12]
13. Università degli Studi di Padova - Corso di Laurea magistrale in Materials Engineering[13]
14. Università degli Studi di Perugia - Corso di Laurea magistrale in Ingegneria dei Materiali e dei Processi Sostenibili[14]
15. Università degli Studi di Roma Tor Vergata - Corso di Laurea magistrale in Scienze e Tecnologie dei Materiali[15]
16. Università degli Studi di Trieste - Corso di Laurea triennale in Ingegneria Industriale - Curriculum: Materiali[16]
17. Università degli Studi di Trieste - Corso di Laurea magistrale in Materials and Chemical Engineering for Nano, Bio and Sustainable Technologies[17]
18. Università del Salento - Corso di Laurea magistrale in Materials Engineering and Nanotechnology[18]
19. Università della Calabria - Corso di Laurea triennale in Scienza e Ingegneria dei Materiali[19]
20. Università di Modena e Reggio Emilia - Corso di Laurea magistrale in Ingegneria dei Materiali[20]
21. Università di Pisa - Corso di Laurea magistrale in Materials and Nanotechnology[21]
22. Università di Trento - Corso di Laurea magistrale in Materials Engineering[22]